# Tallok (Älvdalens socken, Dalarna, 681760-136290)
Tallok är en sjö i Älvdalens kommun i Dalarna och ingår i Dalälvens huvudavrinningsområde.